# Relaciones Birmania-Chile
Las relaciones Birmania-Chile son las relaciones internacionales entre la República de la Unión de Myanmar y la República de Chile.

## Historia

### SigloXX
Las relaciones diplomáticas entre Birmania y Chile fueron establecidas en junio de 1962. Previamente hubo dos cónsules honorarios de Chile en Rangún: William Quiller (1888-?) y Pablo Neruda (1927-1928).

## Relaciones comerciales
En 2023, el intercambio comercial entre ambos países ascendió a los 16,36 millones de dólares estadounidenses, lo que supuso un 23,7% de crecimiento promedio anual en los últimos cinco años. Los principales productos exportados por Chile fueron salmones, truchas, anticonceptivos y vino, mientras que Birmania exportó mayoritariamente diferentes tipos de calzado y prendas de vestir.

## Misiones diplomáticas
- La embajada de Birmania en Brasil concurre con representación diplomática a Chile.[5]
- La embajada de Chile en Tailandia concurre con representación diplomática a Birmania.[6]